# Bing Cartes
Bing Cartes (Bing Maps, auparavant Live Search Maps, Windows Live Maps et Windows Live Local) est un service web de cartographie faisant partie du moteur de recherche Bing et utilisant le service de Bing Maps for Enterprise.
En juillet 2015, Microsoft dévoile une nouvelle version de son outil de cartographie, Bing Maps. Cette version ressemble à celle de Google Maps.

## Fonctionnalités
Auto-description du site : Explorez la Terre à l'aide de cartes interactives, d'affichages d'itinéraires et de trafic, d'images satellite et aériennes, de cartes 3D et de villes 3D.

### Cartes routières
Un affichage détaillé des routes est disponible pour la plupart des villes de la planète. Les stations de métro, les stades, les hôpitaux et beaucoup d'autres lieux figurent sur les cartes. Une recherche par nom de rue est possible et permet de retrouver facilement sa destination. Les données cartographiques et de trafic proviennent de Nokia Here (anciennement Navteq).

### Vue Satellite
Des images satellites et aériennes (suivant le niveau de zoom demandé) sont disponibles, mais la couverture détaillée est très variable suivant les endroits.
Pour les zones où les images satellite et les données cartographiques sont disponibles, une vue mixte (hybride) est possible et permet de se repérer facilement.
En 2010, Bing Maps lance le projet « Global Ortho » qui a pour but de photographier tous les États-Unis et l’Europe de l'Ouest avec une résolution de 30cm/pixel.
Le projet « Global Ortho » a été terminé en 2012. Depuis Bing Maps actualise ces photos régulièrement. Une grande partie des États-Unis et de l'Europe ont donc, sur Bing Maps une résolution plus élevée et des images de meilleure qualité que sur Google Maps.

### Vue 3D
Certaines villes peuvent être visualisées en 3D, avec textures réalistes sur les immeubles, mais ceci nécessite l'installation préalable d'un plugin (sur Firefox ou Internet Explorer: Windows XP SP2 ou Vista). Cette fonctionnalité a été abandonnée en 2010 au profit des nouvelles vues "Bird's eye".  
En 2013 par le biais de l'application « Cartes Preview » disponible pour Windows 8.1 et 10, Bing Maps introduit de nouveau la vue 3D, mais cette fois générée automatiquement, via des photos aériennes. Cette fonctionnalité n'est pas disponible pour la version web de Bing Maps.

### Vue aérienne oblique
La possibilité la plus remarquable est la fonction bird's eye (littéralement « à vue d'oiseau »), qui permet de visualiser des quartiers urbains en vue aérienne sous un angle de hauteur variant entre 45 et 60° (40° par rapport à la verticale). Les façades sont alors nettement visibles car la résolution semble être de l'ordre de 30 à 50 cm par pixel. L'objectif à longue focale utilisé pour les prises de vue rendent ces vues proches de la perspective isométrique.
Il est possible de changer la direction de vue suivant les points cardinaux mais ce type de vue n'est disponible que pour les centres urbains.
La technique utilisée est brevetée par la société américaine Pictometry. En Europe, c'est le groupe norvégien Blom qui exploite le brevet en réalisant une couverture systématique avec des vues à 15 cm de résolution et également des prises de vue à la demande. Sur ces vues, le logiciel associé permet de mesurer hauteurs, longueurs et surfaces. En France, l'IGN propose ce genre de service en le sous-traitant à Blom.
Donc, ce que propose Bing Maps en accès libre est un échantillon de vues à résolution dégradée (30 cm au lieu de 15 cm). La couverture de ces échantillons est presque totale aux États-Unis, alors qu'elle est plus limitée ailleurs.

## Compatibilité
Le service de cartographie est annoncé compatible avec : 
- Microsoft Edge
- Internet Explorer
- Mozilla Firefox
- Safari
- Google Chrome

Le site ne supporte pas les navigateurs suivants :
- Opera (non supporté en théorie, mais fonctionnel malgré tout)